# Myroxylon pereirae
Myroxylon pereirae is de botanische naam van een boom. De status van deze naam is onzeker, aangezien er geen overeenstemming is over de interne taxonomie van het genus Myroxylon. Deze boom kan ook beschouwd worden als een variëteit (Myroxylon balsamum var. pereirae (Royle) Harms (1908)).
Het gaat om een Zuid- en Midden-Amerikaanse boom. De bloemen zijn wit met gele stampers. De vrucht is een peul van 7-11 cm lengte en bevat een enkel zaad. De bladen hebben een diuretische werking, en kunnen gebruikt worden bij parasitaire worminfecties.
De belangrijkste economische betekenis van de boom is dat uit de stam perubalsem gewonnen kan worden. Deze stof werd in cremes en zalven gebruikt (bijvoorbeeld Purol). Tegenwoordig mag perubalsem niet meer onbewerkt in cosmetica gebruikt worden. Het is een sterk allergeen (men kan er gemakkelijk overgevoelig voor worden).